# Johannes Eriksen
Pour les articles homonymes, voir Eriksen.
Johannes Thorvald Eriksen (né le 12 juin 1889 à Frederiksberg et mort le 25 juin 1963 dans la même ville) est un lutteur danois spécialiste de la lutte gréco-romaine. Il participe aux Jeux olympiques d'été de 1908, 1912 et 1920, remportant la médaille de bronze en 1920 dans la catégorie des poids mi-lourds.

## Palmarès

### Jeux olympiques
- Jeux olympiques de 1920 à Anvers,  Belgique
  -  Médaille de bronze en catégorie poids mi-lourds.